# Hilio

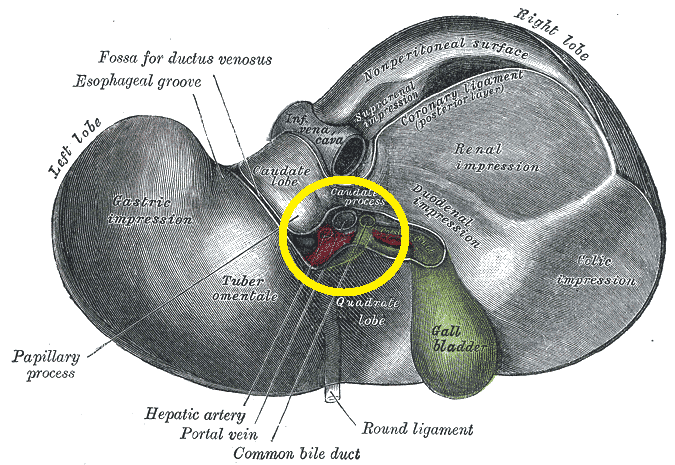
Hilio en un hígado.

Un hilio (del latín hilum, hebra de las habas) es la fisura o depresión cóncava en la superficie de un órgano, que señala el punto de entrada y salida de los vasos sanguíneos o linfáticos, nervios o conductos secretores. Puede ser:
- Hilio hepático: surco en la superficie del hígado por el que acceden la arteria hepática, la vena porta, los conductos hepáticos, los vasos linfáticos  y el plexo nervioso hepático.

- Pulmonar: localizada entre el mediastino y el tejido pulmonar que contiene bronquios, arterias y venas pulmonares y sistemáticas, nervios autonómicos y ganglios linfáticos.

- Hilio de un ganglio linfático: depresión por donde entran venas y arterias y salen los vasos linfáticos eferentes.

- Hilio renal: centro de la parte cóncava del riñón por donde sale el uréter y entran los vasos renales, linfáticos y los nervios.

- Hilio de la glándula suprarrenal: depresión anterior por donde entra la vena suprarrenal.

- Esplénico: depresión del bazo por donde entran vasos y nervios.

- Del núcleo olivar anterior: centro blanco del núcleo inferior de la médula oblongada.